# Mark Ballas
Mark Alexander Corky Ballas Jr. (ur. 24 maja 1986 w Houston) – amerykański tancerz, piosenkarz i autor piosenek. Gitarzysta zespołu Ballas Hough Band. Trzykrotny zwycięzca programu rozrywkowego Dancing with the Stars.

## Życiorys
Urodził się 24 maja 1986 w Houston w stanie Teksas jako syn Corky’ego Ballasa i jego żony, Shirley z domu Rich. Jego dziadkowie ze strony ojca mają hiszpańskie i greckie korzenie. Kiedy był dzieckiem, przeprowadził się do Londynu, gdzie zaczął treningi tańca. Z Julianne Hough zdobył tytuł młodzieżowego mistrza tańców latynoamerykańskich i wygrał złoty medal na młodzieżowych igrzyskach olimpijskich.
Po przeprowadzce do Stanów Zjednoczonych w 2007 zadebiutował jako trener tańca w programie rozrywkowym Dancing with the Stars, w którym jego partnerkami były, kolejno: Sabrina Bryan (7. miejsce w 5. edycji), Kristi Yamaguchi (zwyciężyli w finale 6. edycji), Kim Kardashian (11. miejsce w 7. edycji), Shawn Johnson (zwyciężyli w finale 8. edycji), Melissa Joan Hart (9. miejsce w 9. edycji), Shannen Doherty (11. miejsce w 10. edycji), Bristol Palin (3. miejsce w 11. edycji i 9. miejsce w 15. edycji), Chelsea Kane (3. miejsce w 12. edycji), Kristin Cavallari (10. miejsce w 13. edycji), Katherine Jenkins (2. miejsce w 14. edycji), Alexandra Raisman (4. miejsce w 16. edycji), Christina Milian (9. miejsce w 17. edycji), Candace Cameron (3. miejsce w 18. edycji), Sadie Robertson (2. miejsce w 19. edycji), Willow Shields (7. miejsce w 20. edycji), Alexa PenaVega (6. miejsce w 21. edycji), Paige VanZant (2. miejsce w 22. edycji), Lindsey Stirling (2. miejsce w 25. edycji), Charli D’Amelio (zwyciężyli w finale 31. edycji).